# 拉萨尔萨德利亚
拉萨尔萨德利亚，是西班牙瓦伦西亚自治区卡斯特利翁省的一个市镇。总面积50平方公里，总人口786人（2001年），人口密度16人/平方公里。